# Плеханово (станция)
Плеха́ново (ранее Протопопово) — узловая станция Московской железной дороги, расположена в границах Муниципального образования город Тула. Открыта в 1874 году.

## Краткая характеристика
Расположена в шести километрах от Тулы. Станция Плеханово — крупный железнодорожный узел формирования, приёма и отправки грузовых составов, с развитым путевым хозяйством и количеством путей более 20-ти.
Относится к Тульскому региону Московской железной дороги. На станции останавливаются все пригородные поезда, следующие направлением на Тулу, Калугу, Черепеть. Находится на пересечении Курского направления Московской железной дороги и широтного хода Вязьма — Сызрань. По характеру работы станция отнесена к 1 классу.

## История
Прежнее название — Протопопово.
Открыта в 1874 году, с момента запуска в промышленную эксплуатацию Ряжско-Вяземской железной дороги. В советское время была переименована в честь теоретика марксизма и основателя РСДРП — Георгия Плеханова, в ст. Плеханово.
В годы Великой Отечественной войны, в августе 1943 года на станции располагался штаб 16-й стрелковой дивизии РККА генерал-майора Владаса Карвялиса. Станция имела важное значение в ходе наступления Красной армии, как крупный узел формирования воинских и санитарных эшелонов для нужд фронта.

## Пассажирское движение
По состоянию на май 2020 год, через станцию проходит небольшое количество пассажирских поездов дальнего следования, ни один из них остановки по станции не имеет. На станции останавливаются все пригородные поезда Центральной пригородной пассажирской компании.

## Коммерческие операции, выполняемые на станции
П — Продажа билетов на все пассажирские поезда. Приём и выдача багажа.

§ 3 — Приём и выдача грузов повагонными и мелкими отправками, загружаемых целыми вагонами, только на подъездных путях и местах необщего пользования.